# Lev Gumilev

Lev Nikolayevich Gumilev (em russo:  Лев Никола́евич Гумилёв; 1 de outubro de 1912, São Petersburgo - 15 de junho de 1992, São Petersburgo) foi um historiador, etnólogo, antropólogo e tradutor soviético do persa. Ele tinha uma reputação por suas teorias altamente não ortodoxas de etnogênese e filosofia da história. Ele foi um expoente do eurasianismo.

## Vida
Seus pais, os dois poetas proeminentes Nikolay Gumilev e Anna Akhmatova, divorciaram-se quando Lev tinha 7 anos, e seu pai foi executado pela Cheka, a polícia secreta bolchevique, quando Lev tinha apenas 9 anos. Lev passou a maior parte de sua juventude, de 1938 a 1956, em campos de trabalhos forçados soviéticos. Ele foi preso pelo NKVD em 1935 e solto, mas novamente preso e condenado a cinco anos em 1938. Depois de cumprir a pena, ele se alistou no Exército Vermelho e participou da Batalha de Berlim de 1945. No entanto, ele foi preso novamente em 1949 e condenado a dez anos em campos de prisioneiros. Com o objetivo de garantir sua libertação, Akhmatova publicou um ditirambo para Joseph Stalin, que não ajudou a libertar Lev, embora possivelmente tenha evitado sua própria prisão. A polícia secreta soviética já havia preparado uma ordem de prisão, mas Stalin decidiu não assiná-la. As relações entre Lev e sua mãe tornaram-se tensas, pois ele a culpava por não ajudá-lo o suficiente. Ela descreveu seus sentimentos sobre a prisão de Lev e o período de repressões políticas em Requiem (publicado em 1963). 

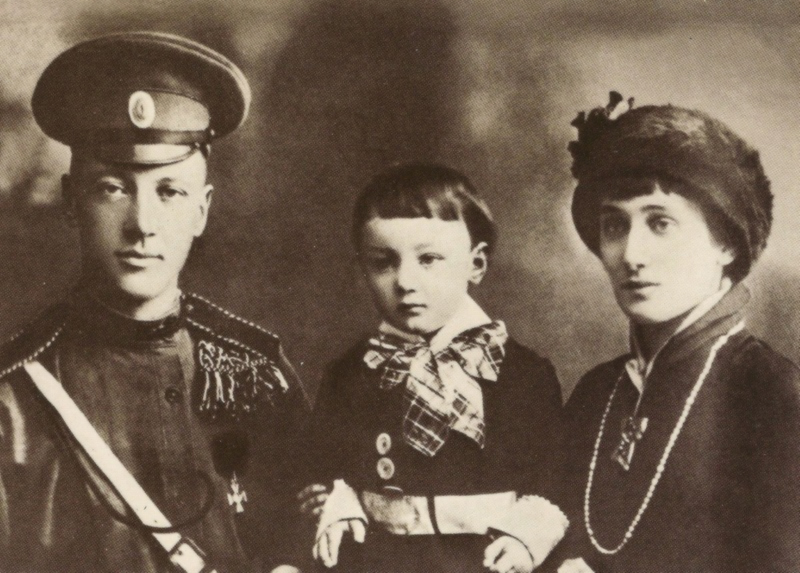
Um jovem Lev com seus pais em 1913

Após a morte de Stalin em 1953, Gumilev ingressou no Museu Hermitage, cujo diretor, Mikhail Artamonov, ele viria a apreciar como seu mentor. Sob a orientação de Artamonov, ele se interessou pelos estudos cazares e pelos povos das estepes em geral. Nas décadas de 1950 e 1960, ele participou de várias expedições ao Delta do Volga e ao norte do Cáucaso. Ele propôs um sítio arqueológico para Samandar, bem como a teoria da transgressão do Cáspio, em colaboração com o geólogo Alexander Alyoksin, como uma das razões para o declínio Khazar.  Em 1960, ele começou a dar palestras na Universidade de Leningrado. Dois anos depois, ele defendeu sua tese de doutorado sobre os antigos turcos. A partir da década de 1960, trabalhou no Instituto de Geografia, onde defenderia outra tese de doutorado, desta vez em geografia.

## Ideias
De acordo com suas teorias pan-asiáticas, ele apoiou os movimentos nacionais dos tártaros, cazaques e outros povos turcos, além dos mongóis e outros asiáticos orientais. Sem surpresa, os ensinamentos de Gumilev gozaram de imensa popularidade nos países da Ásia Central. Em Cazã, por exemplo, um monumento a ele foi erguido em agosto de 2005.
O historiador Mark Bassin escreve que Gumilev "não era um teórico confiável ... [e] suas hipóteses estão cheias de inconsistências, mal-entendidos e aplicações erradas dos conceitos que ele pegou emprestado", mas que, embora sua teoria social seja completamente problemática e carece de qualquer tipo de autoridade científica ou intelectual, suas idéias são importantes para entender na medida em que suas teorias de etnos, etnogênese e passionarismo (entre outros conceitos) foram maciçamente influentes e tiveram impacto significativo em uma variedade de contextos soviéticos e pós-soviéticos.

## Crítica
Vários pesquisadores, como Vadim Rossman, John Klier, Victor Yasmann, Victor Schnirelmann, e Mikhail Tripolsky descrevem as visões de Gumilev como anti-semitas. De acordo com esses autores, Gumilev não estendeu esse ecumenismo etnológico aos judeus medievais, que ele considerava uma classe urbana internacional parasitária que dominou os cazares e sujeitou os primeiros eslavos orientais ao "jugo khazar". Esta última frase ele adaptou do termo tradicional "Jugo Tártaro" para a dominação mongol da Rússia medieval, um termo que Gumilev rejeitou por não considerar a conquista mongol como um evento necessariamente negativo. Em particular, ele afirmou que os radhanitas foram fundamentais na exploração do povo eslavo oriental e exerceram influência indevida no cenário sócio-político e econômico do início da Idade Média. Gumilev sustentou que a cultura judaica era mercantil por natureza e existia fora e em oposição ao seu meio ambiente. De acordo com essa visão, os judeus compartilham uma forma específica de pensar, e isso está associado às normas morais do judaísmo. De acordo com Gumilev, os judeus medievais também não portavam armas, mas travavam guerras por procuradores ou mercenários.